# Влада Дмитријa Медведевa
Влада Дмитрија Медведева изабрана 2012. године.
Влада је формирана после парламентарних избора одржаних 4. децембра 2011.

## Састав Владе
| Ресор                                                                                      | Слика | Име и презиме         | Странка            | Детаљи                                                   |
| ------------------------------------------------------------------------------------------ | ----- | --------------------- | ------------------ | -------------------------------------------------------- |
| Председник Владе                                                                           |       | Дмитриј Медведев      | Јединствена Русија |                                                          |
| Заменици Председника Владе                                                                 |       |                       |                    |                                                          |
| Први Заменик Председника Владе                                                             |       | Игор Шувалов          |                    |                                                          |
| Заменик Председника Владе                                                                  |       | Владислав Сурков      | Јединствена Русија | до маја 2013.                                            |
| Заменик Председника Владе                                                                  |       |                       | од маја 2013.      |                                                          |
| Заменик Председника Владе                                                                  |       | Дмитриј Козак         |                    |                                                          |
| Заменик Председника Владе                                                                  |       | Аркадиј Дворкович     |                    |                                                          |
| Заменик Председника Владе                                                                  |       | Дмитриј Рогозин       |                    |                                                          |
| Заменик Председника Владе                                                                  |       | Олга Голодец          |                    |                                                          |
| Заменик Председника Владе за Северни Кавказ                                                |       | Александр Хлопонин    | Јединствена Русија |                                                          |
| Заменик Председника Владе за Далеки исток                                                  |       | Јури Трутнев          | Јединствена Русија | од августа 2013.                                         |
| Министри                                                                                   |       |                       |                    |                                                          |
| Министар унутрашњих послова                                                                |       | Владимир Колоколцев   |                    |                                                          |
| Министар за цивилну заштиту, ванредне ситуације и ликвидације последица природних непогода |       | Владимир Пучков       |                    |                                                          |
| Министар веза и масовних комуникација                                                      |       | Николај Никифоров     |                    |                                                          |
| Министар иностраних послова                                                                |       | Сергеј Лавров         |                    |                                                          |
| Министар одбране                                                                           |       | Анатолиј Сердјуков    |                    | до новембра 2012.                                        |
| Министар одбране                                                                           |       | Сергеј Шојгу          | Јединствена Русија | од новембра 2012.                                        |
| Министар финансија                                                                         |       | Антон Силуанов        |                    |                                                          |
| Министар енергетике                                                                        |       | Александр Новак       |                    |                                                          |
| Министар природних ресурса и екологије                                                     |       | Сергеј Донској        |                    |                                                          |
| Министар пољопривреде                                                                      |       | Николај Федоров       |                    | до априла 2015.                                          |
| Министар пољопривреде                                                                      |       | Александр Ткачев      |                    | од априла 2015.                                          |
| Министар индустрије и трговине                                                             |       | Денис Мантуров        |                    |                                                          |
| Министар економског развоја                                                                |       | Андреј Белоусов       |                    | до ајуна 2013.                                           |
| Министар економског развоја                                                                |       |                       | од јуна 2013.      |                                                          |
| Министар рада и социјалне заштите                                                          |       | Максим Топилин        |                    |                                                          |
| Министар здравства                                                                         |       | Вероника Скворцова    |                    |                                                          |
| Министар образовања и науке                                                                |       |                       |                    | до августа 2016.                                         |
| Министар образовања и науке                                                                |       |                       | од августа 2016.   |                                                          |
| Министар правде                                                                            |       | Александар Коновалов  |                    |                                                          |
| Министар културе                                                                           |       |                       |                    |                                                          |
| Министар за развој Далеког истока                                                          |       | Виктор Ишаев          |                    | до августа 2013.                                         |
| Министар за развој Далеког истока                                                          |       |                       | од августа 2013.   |                                                          |
| Министар за Крим                                                                           |       | Олег Савелев          |                    | министарство постојало од марта 2014. до јула 2015.      |
| Министар за Северни Кавказ                                                                 |       | Лев Кузнецов          |                    | министарство постоји од маја 2014.                       |
| Министар регионалног развоја                                                               |       | Олег Говорун          |                    | до октобра 2012.                                         |
| Министар регионалног развоја                                                               |       | Игоь Николаевич Албин |                    | од октобра 2012. министарство укинуто 8. септембра 2014. |
| Министар грађевинарства                                                                    |       | Михаил Мен            |                    |                                                          |
| Министар транспорта                                                                        |       | Максим Соколов        |                    |                                                          |
| Министар спорта                                                                            |       | Виталиј Мутко         |                    |                                                          |
| Министар без портфеља за отворену владу                                                    |       | Михаил Абизов         |                    |                                                          |